# Дейвид Рокфелер
Дейвид Рокфелер (на английски: David Rockefeller) е американски банкер и общественик.
Роден е на 12 юни 1915 година в Ню Йорк като най-малкото шесто дете в семейството на Джон Рокфелер-младши, единствен син на основоположника на фамилията Рокфелер и промишлен магнат Джон Рокфелер. През 1936 година завършва Харвардския университет, а през 1940 година защитава докторат в Чикагския университет. През 1943 – 1945 година служи във военното разузнаване в Северна Африка и Франция и се уволнява като капитан. След Втората световна война работи в свързаната със семейството му „Чейс Банк“, която ръководи от 1969 до 1981 година. От 2004 година до смъртта си е най-възрастният все още жив представител и неофициален глава на семейство Рокфелер.
Дейвид Рокфелер умира на 20 март 2017 година в Покантико Хилс.